# Retas paralelas

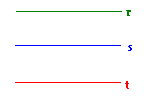
Feixe de retas paralelas

Segundo a geometria euclidiana, duas retas distintas de um plano são paralelas (símbolo ∥), quando não têm um ponto comum.

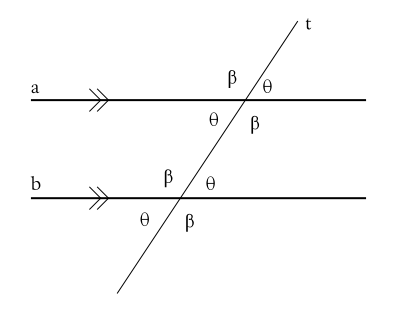
Proposição 27

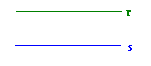
Retas paralelas

A proposição 27, de Euclides, dá uma condição suficiente para duas linhas serem paralelas: se uma reta corta outras duas retas de forma que os ângulos alternados sejam iguais, então estas outras duas retas são paralelas A demonstração é por redução ao absurdo: supondo-se que elas não sejam paralelas, forma-se um triângulo em que um ângulo exterior é igual a um ângulo interior oposto.
A partir de três retas paralelas tem-se um feixe de retas paralelas.

## Geometria Analitica
Em geometria analítica se duas retas r e s têm as seguintes equações reduzidas
- {\displaystyle r:y=ax+b}
- {\displaystyle s:y=a'x+b'}

elas serão paralelas se e somente se os coeficientes angulares (a e a') forem iguais. Caso contrário elas serão concorrentes.